# Gastronomía de Bretaña

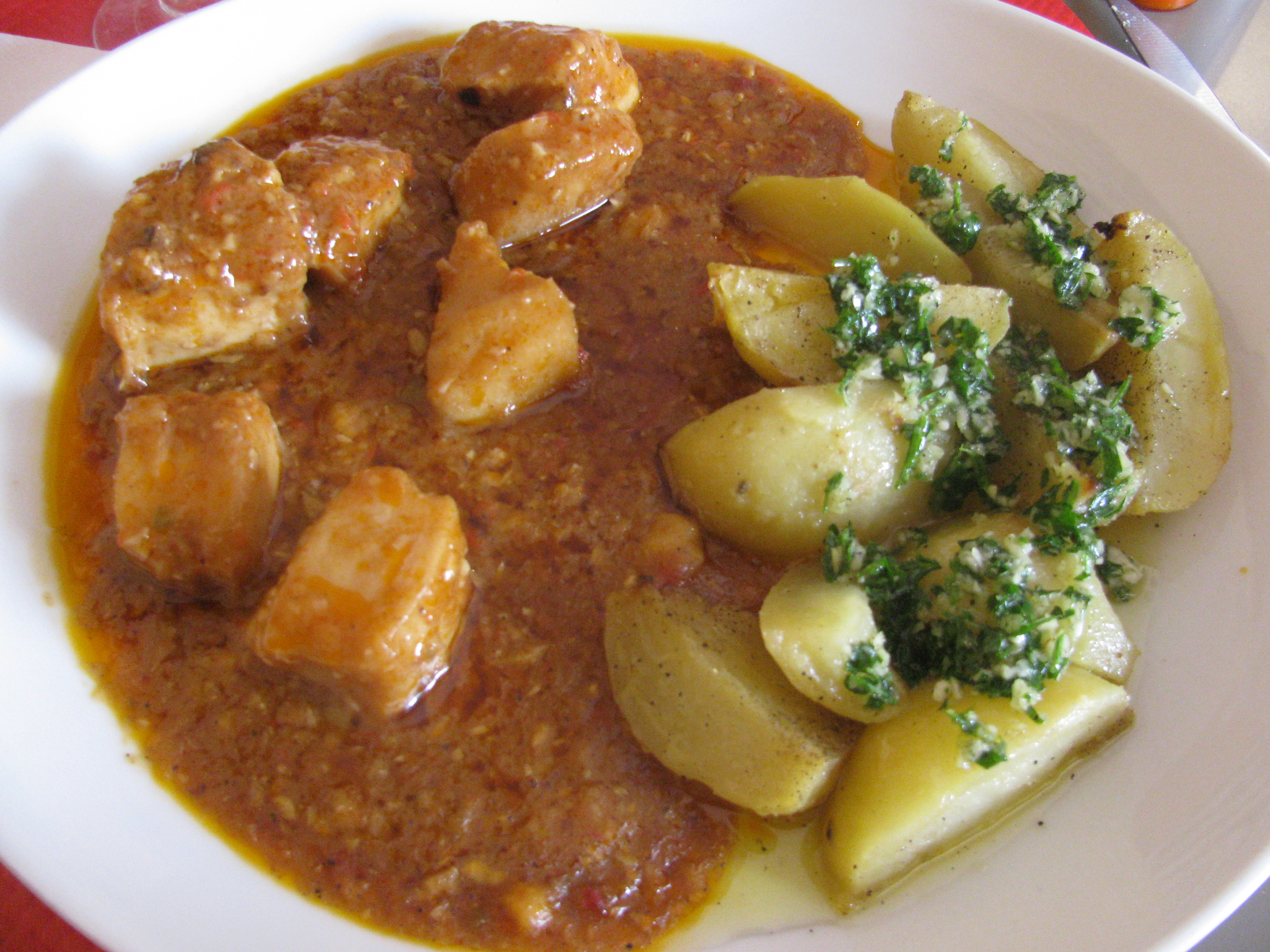
Calamars à l'armoricaine.

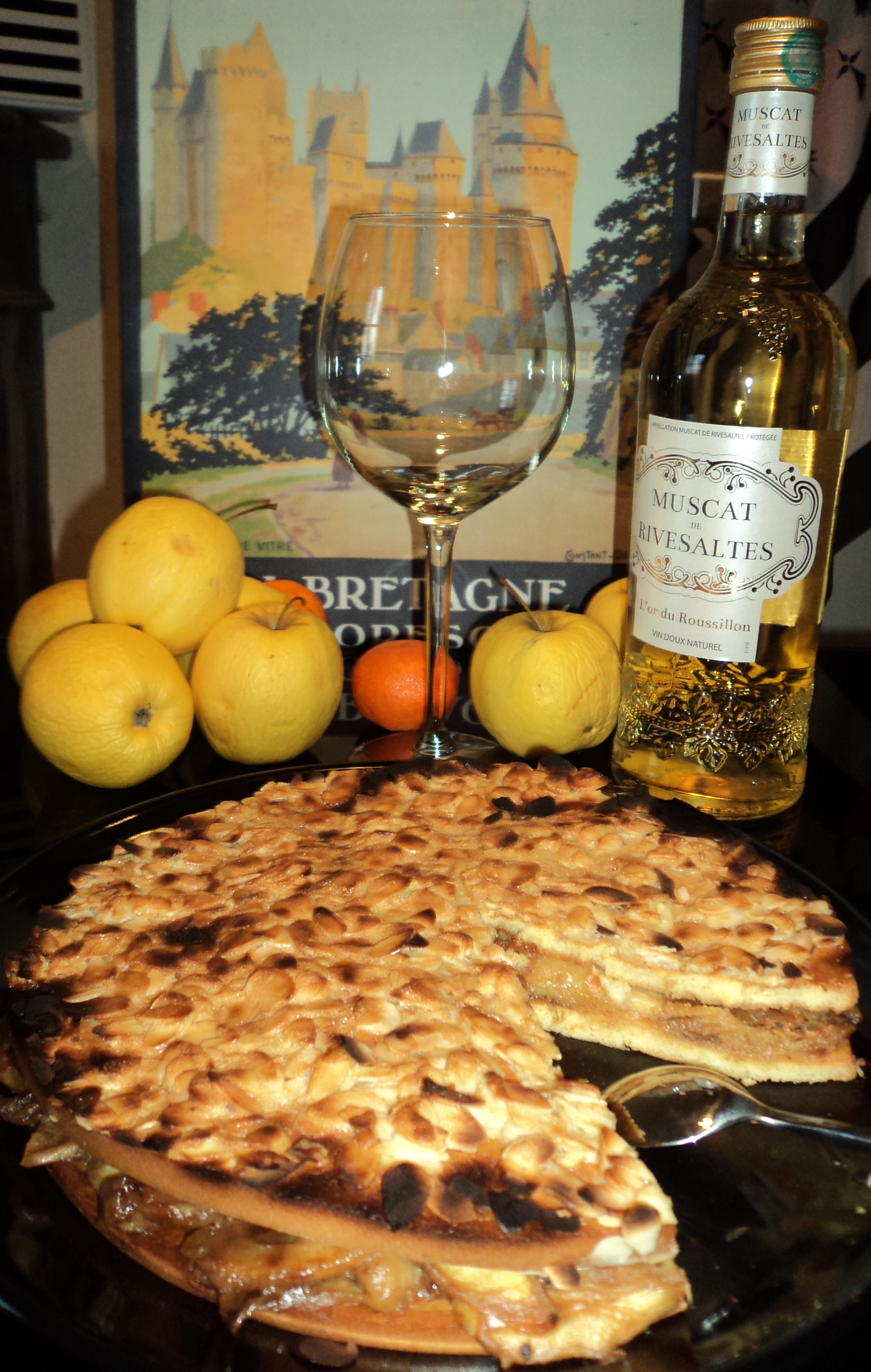
Vitréais, tarta típica de Vitre.

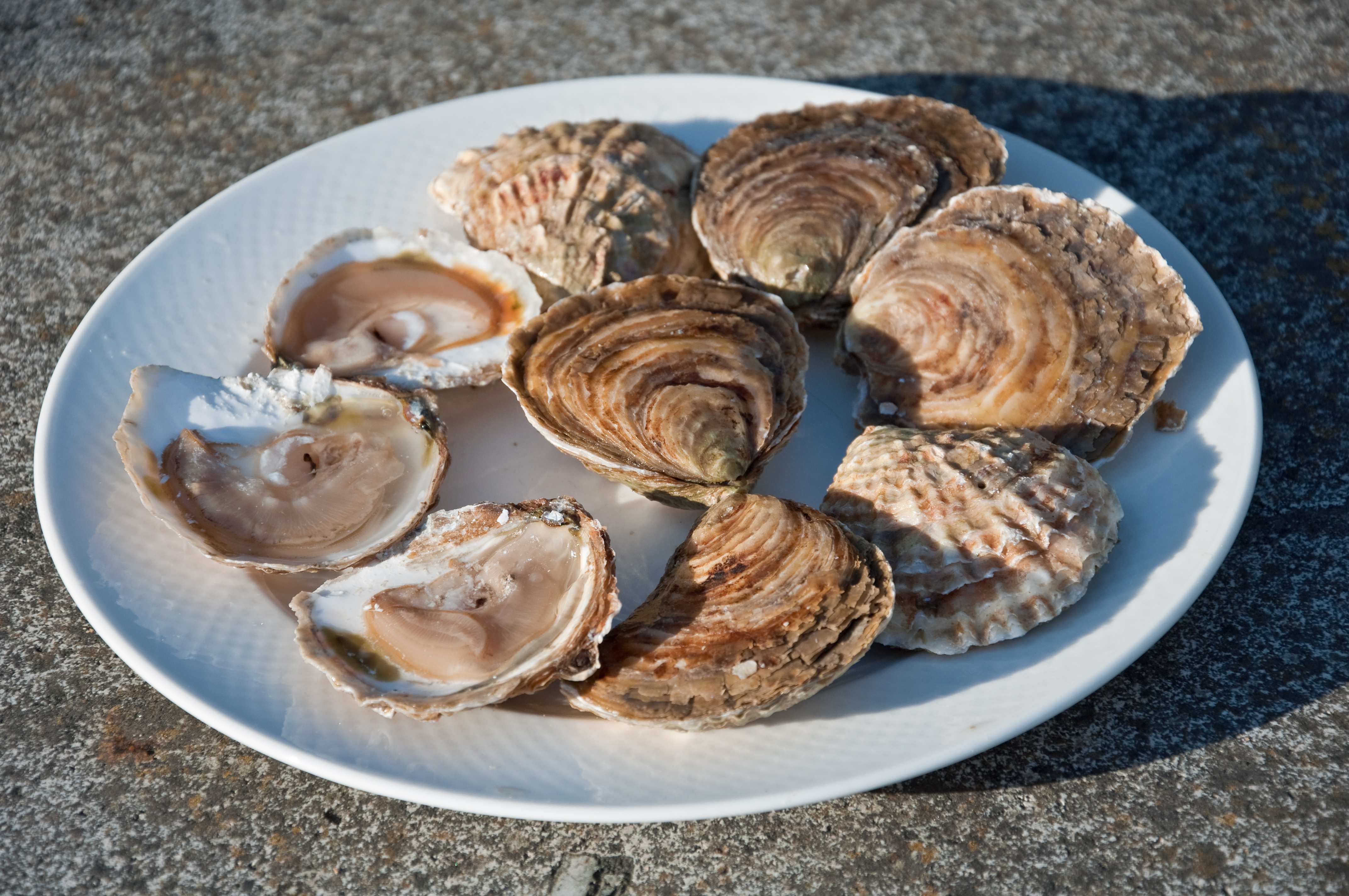
Ostras (belons) de Cancale.

La gastronomía bretona son los productos, técnicas culinarias y platos típicos de la región francesa de Bretaña. A pesar de ubicarse en este país romance, Bretaña es culturalmente una nación celta, por lo que su gastronomía difiere de la del resto del país, además de estar muy ligada al mar. Actualmente la cocina tradicional es un sello distintivo de Bretaña, sin embargo hasta el siglo XIX se consideró una dieta pobre y con hambrunas frecuentes. Su preparación culinaria más internacional es la crêpe.
El suelo de Bretaña es demasiado pobre para producir trigo común u otros granos, por lo que históricamente se ha usado trigo sarraceno, con el que se prepara pan sarraceno, gachas, bizcochos...

## Salsas
- Yod kerc'h, crema de avena
- Beurre blanc
- Lipig

## Platos

### Sopas
- Miton Rennais

Es un tipo de sopa que es demasiado común en Francia ya que con ella se consigue un gusto de boca que te deja muy salado pero al final dulce pero ya que lleva una salsa muy peculiar llamada la sala cho

### Carnes
- Cuco de Rennes
- Paté bretón
- Chotten
- Carne de Naomi con salsa cho
- Tocino de Nantes
- Kig-ha-farz
- Estofado bretón
- Roulade Sévigné
- Andouille

### Productos del mar
- Cotriade
- Ragú de carbonero
- Mejillones a la bretón
- Congrio a la bretón
- Atún a la bretón
- Caballa a la sidra

## Postres
- Sablé, galleta
- Kouign-amann, tarta de mantequilla y azúcar
- Crêpe
- Galette, variante salada de una crêpe.
- Far bretón
- Caramelo de mantequilla salada

## Bebidas
- Lambig, licor destilado de sidra
- Chouchenn, fermentado de miel